# Ottobuono di Razzi
Ottobuono di Razzi, anche Robari (... – Castell'Arquato, 13 gennaio 1315), è stato un patriarca cattolico italiano.

## Biografia
Originario del piacentino, fu dapprima vescovo di Padova; elevato al rango di patriarca nel 1302, la sua nomina fu contestata da Gherardo III da Camino, Gualtiero Bertoldo III signore di Spilimbergo ed altri feudatari appoggiati dagli Ortenburg.
Ottobuono, come i suoi predecessori, si scontrò a lungo con i signori di Treviso, nel 1305 Rizzardo II da Camino dopo tre mesi di assedio prese il castello di Spilimbergo. La reazione del patriarca non si fece attendere e culminò nel 1310 con la presa del castello di Odorico di Cuccagna, uno dei sostenitori dei da Camino, costretto a riparare presso Rizzardo II.
I rapporti con i conti di Gorizia furono buoni: Enrico II conte di Gorizia ottenne dal patriarca la nomina a capitano generale a vita (1314), distrusse il castello di Susans dei Varmo e quello di Cassacco dei Martignacco (1315).
Il patriarca concesse a Guglielmo di Walsee visconte di Mels e feudatario di Venzone il permesso di edificare un nuovo castello presso quello antico ed ormai ridotto ad un rudere di Meles; il castello e la famiglia assunsero il nome di Colloredo (1302).
Nel 1309 Ottobuono distrusse Gramogliano, attaccò Zuccola, devastandone le campagne circostanti. Nel frattempo, Rizzardo da Camino aveva rotto il trattato di pace e, dopo aver bruciato Castions, Orcenico, San Daniele e Sedegliano, si congiunse con le truppe del conte di Gorizia.
Truppe tedesche alleate di Ottobono sorpresero alleati di Rizzardo mentre questi assediavano il castello di Maniago e li catturarono: tra questi vi era Enrico di Prampero, che il patriarca fece giustiziare.

Però le truppe dei da Camino conquistarono Saciletto e San Vito. La situazione dei patriarcali era molto compromessa, solo Cividale cercava di resistere alla invasione.
Ottobuono fuggì a Grado, dove fu derubato di tutti i suoi averi, e successivamente riparò a Venezia. Da qui, sotto mentite spoglie, raggiunse la zona di Bologna dove incontrò il cardinale Arnaldo, legato papale.
A questo punto, il conte di Gorizia, forse spaventato dall'eccessiva potenza raggiunta dal suo alleato Rizzardo, mutò bandiera e si avvicinò al patriarca. Così quando Ottobuono rientrò in Friuli ricevette anche da Rizzardo una richiesta di pace. Durante le trattative che si tennero in Udine, però, gli udinesi e i contadini dei dintorni presero le armi contro Rizzardo e le sue truppe presenti in città, perché pensavano che le trattative non fossero altro che un modo per impadronirsi di Udine e della persona del patriarca. Dopo questi fatti il patriarca cercò di punire i feudatari ribelli, ma questi si erano rifugiati nei loro castelli.
Raggiunta finalmente una pace, Ottobuono poté lasciare la Patria del Friuli ed accompagnare l'imperatore Enrico VII di Lussemburgo; nel 1311 partecipò anche al concilio di Vienne, dove fu a capo di una commissione che doveva esaminare la posizione dei cavalieri templari. Ottobono e la sua commissione fecero una valutazione favorevole ai templari, ma questa venne rivoltata dal concilio. Ottenne inoltre la concessione per la costruzione a Cividale di un'università (che rimase però solo sulla carta per la morte di Ottobuono).
A causa di alcuni disordini Ottobuono fu costretto a rifugiarsi presso il cardinale Luca Fieschi.
Diretto ad Avignone per l'elezione papale, alla quale si era candidato, morì a Castell'Arquato, nel piacentino.